# 燈の守り人
『燈の守り人』（あかりのもりびと）は、全国各地の灯台を擬人化し、スマートフォン向け縦読み漫画、ボイスドラマ、朗読劇などで展開しているメディアミックスプロジェクト。各キャラクターは、それぞれの灯台が実際に有する歴史や文化、エピソードをベースに新たな創作を施し、ボイスドラマの『燈の守り人～幻想夜話～』などに青二プロダクションの声優が出演している。
株式会社ワールドエッグスが2019年の創業から手がけ、2023年3月7日にIP（知的財産）事業を分社化したことで株式会社ワンダーウェーブと株式会社ワールドエッグスの両社で権利を有している。

## 概要
2020年10月よりプロジェクトが始動。2021年10月に世界観やデザイン、設定などの全面的なリニューアルを実施。

## 灯台キャラクター
ボイスドラマ配信順。
- 樫野埼灯台（声 - 岸尾だいすけ）
- 経ヶ岬灯台（声 - 緑川光）
- 角島灯台（声 - 置鮎龍太郎）
- 出雲日御碕灯台（声 - 竹内良太）
- 能生港灯台（声 - 伊倉一恵）
- 陸中黒埼灯台（声 - 真殿光昭）
- 美保関灯台（声 - 阪口大助）
- 禄剛埼灯台（声 - 神奈延年）
- 潮岬灯台（声 - 粕谷雄太）
- 鴛泊灯台（声 - 大空直美）
- 釣島灯台（声 - 伊藤かな恵）
- 伊王島灯台（声 - 石川英郎）
- 尻屋埼灯台（声 - 乃村健次）
- 鴎島灯台（声 - 竹本英史）
- 艫作埼灯台（声 - 荒井聡太）
- 野間埼灯台（声 - 松風雅也）
- 鼠ヶ関灯台（声 - 佐藤聡美）
- 佐田岬灯台（声 - 竹田海渡）
- 湯島灯台（声 - 橋詰知久）
- 細島灯台（声 - 三浦祥朗）
- 岩崎ノ鼻灯台（声 - 河内孝博）
- 大須埼灯台（声 - 松野太紀）
- 蒲生田岬灯台（声 - 鹿野優以）
- 江埼灯台（声 - 久川綾）
- 入道埼灯台（声 - 大和田仁美）
- 菅島灯台（声 - 津村まこと）
- 葛登支岬灯台（声 - 井上麻里奈）
- 能取岬灯台（声 - 松原大典）
- 足摺岬灯台（声 - 金本涼輔）
- 室戸岬灯台（声 - 古川登志夫）
- 水ノ子島灯台（声 - 稲田徹）
- 鞍埼灯台（声 - 白石涼子）
- 立石岬灯台（声 - 広橋涼）
- 鵜ノ尾埼灯台（声 - 福原耕平）
- 御前埼灯台（声 - 川島零士）
- 金華山灯台（声 - 田中秀幸）
- 犬吠埼灯台（声 - 阿座上洋平）
- 屋久島灯台（声 - 塩屋浩三）
- 佐多岬灯台（声 - 日向朔公）
- 残波岬灯台（声 - 菅沼久義）
- 安乗埼灯台（声 - 赤羽根健治）
- 大王埼灯台（声 - 草尾毅）
- 石廊埼灯台（声 - 上田瞳）
- 稚内灯台（声 - 藤井ゆきよ）
- 日和山灯台（声 - 春日さくら）
- 塩屋埼灯台（声 - 近藤孝行）
- 大久野島灯台（声 - 草野太一）
- 友ヶ島灯台（声 - 三野雄大）
- 観音埼灯台（声 - 悠木碧）
- 羽根田灯台（声 - 島﨑信長）
- 高根島灯台（声 - 野辺シュウ）
- 姫埼灯台（声 - 私市淳）
- 神威岬灯台（声 - 中井和哉）
- 勝浦灯台編（声 - 豊永利行）
- 高根島灯台（声 - 野辺シュウ）
- 姫埼灯台（声 - 私市淳）
- 神威岬灯台（声 - 中井和哉）
- 勝浦灯台編（声 - 豊永利行）
- 門脇埼灯台（声 - 野津山幸宏）
- 大間埼灯台（声 - 畠中祐）
- 野島埼灯台（声 - 野島裕史）

## メディア展開

### ボイスドラマ
幻想夜話（げんそうやわ）
各キャラクターのボイスドラマ『幻想夜話』をYouTube、ラジオクラウド、Spotify、ApplePodcast、Googleポッドキャスト、ピカピカ、Voicy等にて配信。ルポライター・長岡叶夜（声 - 服部想之介）との対話形式のボイスドラマで、2020年11月1日より順次、各キャラクターごとに配信開始。

逆光（ぎゃっこう）
- 『ニコニコ超会議 2024』のイベント「超声優祭2024 Powered by dwango, Supported by ディズニープラス」に参加し、2024年4月27日・28日にかけて『逆光 第1章 -琉球ノ風-』の第1話が先行配信され、2024年5月10日から順次、ニコニコチャンネル、Voicy、ピカピカ等にて全6話が配信。羽根田灯台（声 - 島﨑信長）、残波岬灯台（声 - 菅沼久義）、樫野埼灯台（声 - 岸尾だいすけ）、藤倉多聞（声 - 小野将夢）が登場。
- FANBOX、Voicy、ニコニコ動画、ピカピカにて、2024年10月11日から12月6日にかけて『逆光 第2章 -志摩ノ海賊-』全6話が配信。大王埼灯台（声 - 草尾毅）、安乗埼灯台（声 - 赤羽根健治）、禄剛埼灯台（声 - 神奈延年）、藤倉多聞（声 - 小野将夢）が登場。
- ニコニコ生放送で2025年2月21日から4月25日にかけて『逆光 第3章 -房総ノ神獣-』全6話が配信。遅れてFANBOX、Voicy、ニコニコ動画、ピカピカでもニコニコ生放送の翌日に配信。犬吠埼灯台（声 - 阿座上洋平）、野島埼灯台（声 - 野島裕史）、勝浦灯台（声 - 豊永利行）、藤倉多聞（声 - 小野将夢）が登場。

ドラマCDとしても『逆光 第1章 -琉球ノ風-』が2024年9月14日、『逆光 第2章 -志摩ノ海賊-』が2025年2月1日に発売。

### 灯台音声ガイド
キャラクターのモデルとなった灯台についてを出演した声優が詳細に解説する『燈の守り人 灯台音声ガイド』を配信。当初は、公式サイトでのキャラクターページにて公開だったが、現在はVoicyにて配信元が変わっている。ボイスドラマの『幻想夜話』で灯台のキャラクターを担当した声優が担当しているが、こちらはボイスドラマではなく例えるなら美術館の音声ガイドと同じような楽しみ方を意図している。第50話のみ、担当した灯台の音声ガイドではなく灯台についての音声ガイドとなっている。

### 声劇（配信朗読劇）
ライブ配信朗読劇を「声劇」として発表している。『燈の守り人』のスピンオフ前日譚である。
燈の守り人 ～明治開国編～
- 日程・媒体
  - 2021年11月1日／11月2日、全2公演、OPENREC.tv

- 出演者
  - オープニングムービーナレーション - 担当：服部想之介
  - 2021年11月1日
    - 杉重旺太郎 - 担当：置鮎龍太郎
    - ブラントン - 担当：赤羽根健治
    - 藤倉見達 - 担当：粕谷雄太
    - 東朔之丞 - 担当：菅沼久義
    - 巡礼官など＆ストーリーテラー - 担当：宮崎寛務

  - 2021年11月2日
    - 杉重旺太郎 - 担当：置鮎龍太郎
    - ブラントン - 担当：野島健児
    - 藤倉見達 - 担当：白石涼子
    - 東朔之丞 - 担当：竹内良太
    - 巡礼官など＆ストーリーテラー - 担当：宮崎寛務

- スタッフ
  - 脚本：小野田庄一郎、吉田がぷ
  - 演出：小野田庄一郎

燈の守り人 ～北海道開拓編～
- 日程・媒体
  - 2023年4月22日／4月28日、全2公演、ニコニコ生放送（ニコニコ超会議2023『超声優祭2023 Powered by dwango, Supported by ディズニープラス』）

- 出演者
  - 白瀬暖 - 担当：坂田将吾
  - 相澤宇三郎 - 担当：井上麻里奈
  - 山本哉三郎 - 担当：竹本英史
  - 塩屋埼灯台 - 担当：近藤孝行
  - 廣井武 - 担当：荒井聡太
  - アトゥイ - 担当：藤井ゆきよ
  - ナレーション - 担当：置鮎龍太郎

### ウェブトゥーン
縦読みカラーマンガ『燈の守り人 正伝』をLINEマンガ、ebookjapanより独占先行配信。 2023年5月10日から連載開始。